# 长管垂花报春
长管垂花报春（学名：Primula sherriffiae），为报春花科报春花属下的一个植物种。